# Кубок Мальти з футболу 2003—2004
Кубок Мальти з футболу 2003—2004 — 66-й розіграш кубкового футбольного турніру на Мальті. Титул здобула Сліма Вондерерс.

## Календар
| Раунд        | Дата                       | Матчі | Клуби   |
| ------------ | -------------------------- | ----- | ------- |
| Перший раунд | 1-22 листопада 2003        | 8     | 20 → 12 |
| Другий раунд | 21 лютого - 1 березня 2004 | 4     | 12 → 8  |
| 1/4 фіналу   | 3-4 квітня 2004            | 4     | 8 → 4   |
| 1/2 фіналу   | 12-13 травня 2004          | 2     | 4 → 2   |
| Фінал        | 18 травня 2004             | 1     | 2 → 1   |

## Перший раунд
| Команда 1            | Рахунок | Команда 2          |
| -------------------- | ------- | ------------------ |
| 1 листопада 2003     |         |                    |
| Марсашлокк           | 1:0     | Сент-Патрік (2)    |
| Сан-Джуанн (2)       | 2:3 дч  | Мсіда Сент-Джозеф  |
| 8 листопада 2003     |         |                    |
| Хамрун Спартанс      | 3:0     | Марса (2)          |
| П'єта Готспурс       | 2:0     | Сенглі Атлетік (2) |
| 15 листопада 2003    |         |                    |
| Моста (2)            | 4:1     | Нашшар Лайонс (2)  |
| Лія Атлетік (2)      | 2:0     | Мкабба (2)         |
| 22 листопада 2003    |         |                    |
| Рабат Аякс (2)       | 1:3     | Бальцан Ютс        |
| Таршіен Райнбоус (2) | 0:6     | Флоріана           |

## Другий раунд
| Команда 1         | Рахунок | Команда 2       |
| ----------------- | ------- | --------------- |
| 21 лютого 2004    |         |                 |
| Флоріана          | 1:0     | Бальцан Ютс     |
| П'єта Готспурс    | 1:3     | Марсашлокк      |
| 22 лютого 2004    |         |                 |
| Моста (2)         | 3:1     | Лія Атлетік (2) |
| 1 березня 2004    |         |                 |
| Мсіда Сент-Джозеф | 2:1     | Хамрун Спартанс |

## 1/4 фіналу
| Команда 1         | Рахунок | Команда 2       |
| ----------------- | ------- | --------------- |
| 3 квітня 2004     |         |                 |
| Мсіда Сент-Джозеф | 0:1     | Сліма Вондерерс |
| Валетта           | 1:0     | Флоріана        |
| 4 квітня 2004     |         |                 |
| Моста (2)         | 0:5     | Біркіркара      |
| Гіберніанс        | 1:4     | Марсашлокк      |

## 1/2 фіналу
| Команда 1       | Рахунок | Команда 2  |
| --------------- | ------- | ---------- |
| 12 травня 2004  |         |            |
| Марсашлокк      | 1:0 дч  | Валетта    |
| 13 травня 2004  |         |            |
| Сліма Вондерерс | 2:1     | Біркіркара |

## Фінал
| 18 травня 2004 |

| Марсашлокк | 0:2      | Сліма Вондерерс         |
| ---------- | -------- | ----------------------- |
|            | Протокол | Брінкат 29' Джигліо 86' |

| Національний стадіон, Та-Калі |